# Paul Doughty Bartlett
Paul Doughty Bartlett (Ann Arbor, 14 de agosto de 1907 — 11 de outubro de 1997) foi um químico estadunidense.